# Vidrio de uranio

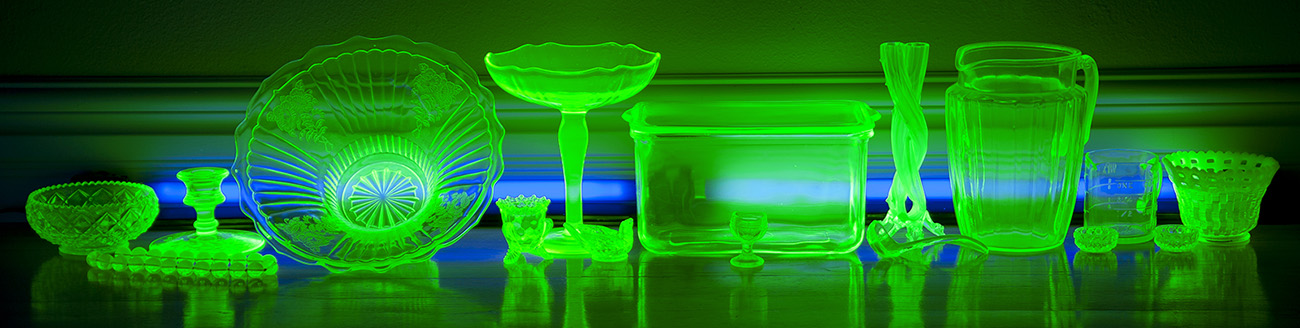
Objetos de vidrio de uranio brillando bajo luz ultravioleta.

El vidrio de uranio es un tipo particular de cristal silíceo que contiene en su estructura pequeñas concentraciones (normalmente 2%) de óxido de diuranato (U₂O₇²ˉ). La adición de estos óxidos, generalmente antes de la fundición del vidrio, fue una práctica habitual desde la segunda mitad del siglo XIX hasta las primeras décadas del XX para conseguir tonalidades amarillo-verdosas traslúcidas. Los objetos así elaborados poseen ciertos niveles de radiación (normalmente inofensivos para la salud humana) y pueden ser reconocidos por su brillo verde intenso bajo luz ultravioleta.